# NGC 7319
NGC 7319 este o galaxie seyfert de tip 2⁠(d) situată în constelația Pegas. A fost descoperită în 23 septembrie 1876 de către Édouard Stephan⁠(d). Se află la o distanță de 95,3 de megaparseci de Pământ.